# Aage la Cour
Aage Dornonville de la Cour (14. november 1917 i København - 23. marts 2013) var en dansk statistiker og modstandsmand.
La Cour var i en periode formand for gartnernes lærlingeforening. Siden blev la Cour kommunist og under besættelsen modstandsmand med et kort ophold i Vestre Fængsel. Efter præliminæreksamen og studentereksamen fra aftenkursus 1942 blev han cand.polit. i januar 1949.
Formand for DKU København fra 1945 til 1949, og derefter nordisk sekretær i den internationale ungdomsorganisation WFDY i Paris. Siden blev la Cour ansat i statsadministrationen, men var aktiv kommunist indtil opstanden i Ungarn i 1956.
Aage la Cour blev afdelingschef i Danmarks Statistik 1967. Han var universitetsmanuduktør i nationaløkonomi ved Københavns Universitet 1958-62, lektor i offentlig driftsøkonomi og trafikpolitik 1963-66, censor ved statsvidenskabelige eksamener ved KU og i nationaløkonomi ved handelshøjskolerne fra 1967, fra 1973 formand for de statsvidenskabelige censorer ved KU, gæsteforelæser i trafikøkonomi ved Reykjavik Universitet i 1967, medlem af Nordisk komite for trafikøkonomisk forskning 1967-69.
I 1977 blev han generaldirektør for EUs Statistikkontor Eurostat, der har hovedsæde i Luxembourg.
Han har medvirket i de svensk-danske øresundsbroudvalg 1953-68, fra 1954 tillige i Storebæltskommissionen og indtil 1970 i Trafikministeriets arbejdsudvalg vedr. en Storebæltsbro. Medlem af bl.a. Personregisterrådet, Trafikkommissionen af 1967 og Rådet for trafiksikkerhedsforskning.